# Вайксельбаум (Бургенланд)
Вайксельбаум (нем. Weichselbaum (Burgenland)) — община (нем. Gemeinde) в Австрии, в федеральной земле Бургенланд.

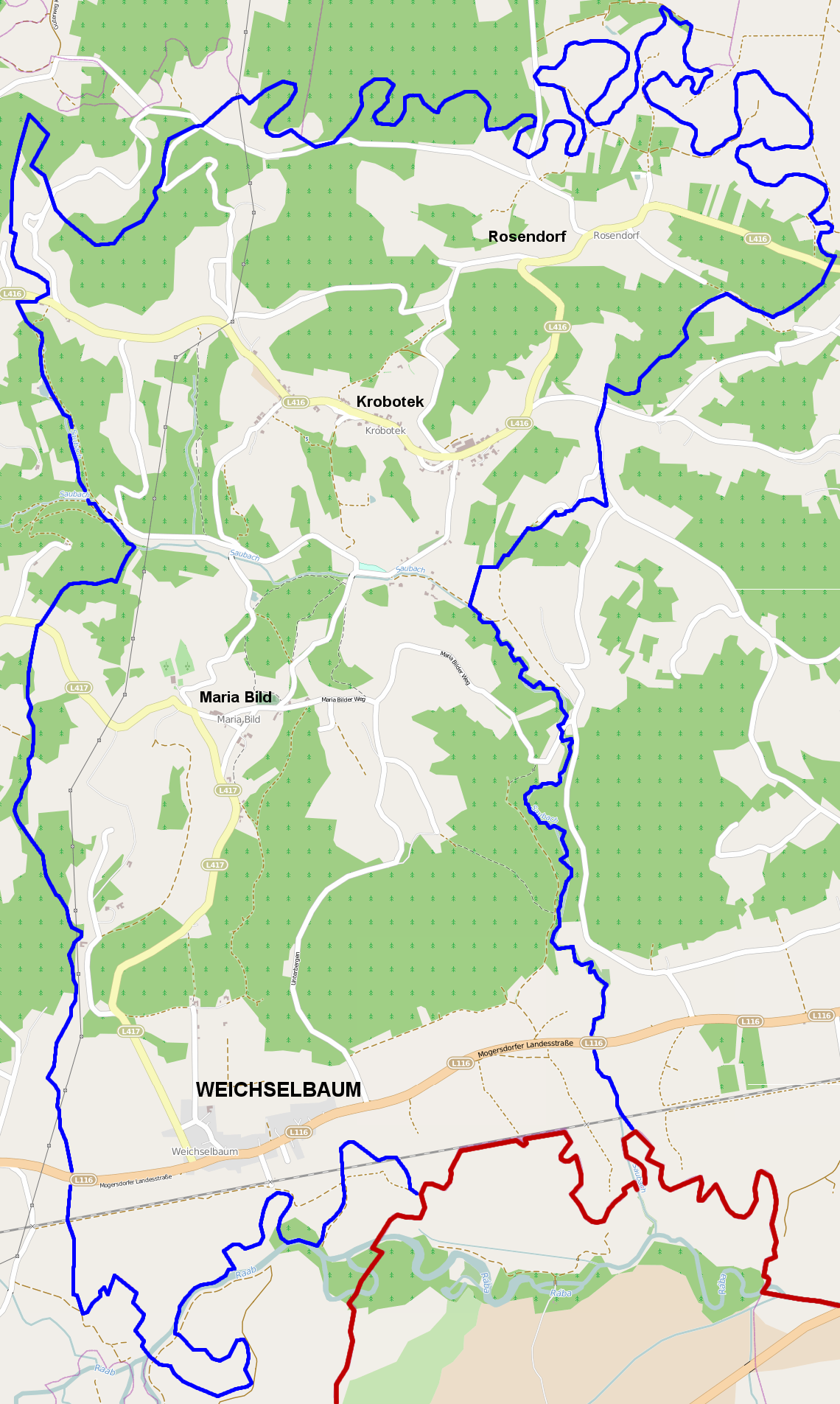
Карта общины Вайксельбаум

Входит в состав округа Еннерсдорф. Население составляет 729 человека (на 2016 года). Занимает площадь 12,17 км². Официальный код — 10510.
Городов-побратимов по состоянию на 01.01.2015 г. нет.

## Политическая ситуация
Бургомистр общины — Виллибальд Хербст (АНП) по результатам выборов 2007 года.
Совет представителей общины (нем. Gemeinderat) состоит из 13 мест.
- АНП занимает 8 мест.
- СДПА занимает 5 мест.

## Праздники (Бургенланд)
| Праздник                                  | Дата              |
| ----------------------------------------- | ----------------- |
| Новый год                                 | 1 января          |
| Богоявление                               | 6 января          |
| Великая пятница                           | (Пасха − 2 дня)   |
| Пасхальный понедельник                    | (Пасха + 1 день)  |
| Staatsfeiertag (День труда)               | 1 мая             |
| Вознесение Господне                       | (Пасха + 39 дней) |
| Троицкий понедельник                      | (Пасха + 50 дней) |
| Праздник Тела и Крови Христовых           | (Пасха + 60 дней) |
| Успение Божией Матери                     | 15 августа        |
| Национальный праздник                     | 26 октября        |
| День всех святых                          | 1 ноября          |
| Мартин Турский                            | 11 ноября         |
| Непорочное зачатие Девы Марии             | 8 декабря         |
| Рождественский сочельник (Heiliger Abend) | 24 декабря        |
| Рождество (Christtag)                     | 25 декабря        |
| День св. Стефана (Stefanitag)             | 26 декабря        |
| День Святого Сильвестра                   | 31 декабря        |
| Всего                                     | 17                |